# Лаффер, Луи
Луи Лаффер (фр. Louis Lafferre; 10 мая 1861 года, По — 28 февраля 1929 года, Париж) — французский политик, министр общественного развития и искусств в правительстве Клемансо; министр труда и условий социального обеспечения Бриана Аристида; великий мастер Великого востока Франции.

## Биография
Луи Лаффер родился в По в 1861 году. Бакалавр искусств, до прихода в политику, был учителем средней школы.

### Политическая карьера
С 3 мая 1896 года — советник муниципалитета Нарбонна. Два года спустя он баллотировался на выборах в 1-м районе Безье, в качестве кандидата от Союза радикалов и радикалов-социалистов. Он был избран депутатом Национального собрания Франции от департамента Эро 22 мая 1898 года. Победил во втором туре получив 12 749 голосов против 5834 поданных за консервативного кандидата. 20 мая 1906 года переизбран депутатом, во втором туре получил 12 159 из 22 481 голосов избирателей.
3 ноября 1910 года по 2 марта 1911 года — министр труда и социальной защиты населения во втором правительстве Бриана Аристида.
26 апреля 1914 года вновь избран в Национальное собрание Франции. За него отдално 10 839 из 19 732 голосов избирателей.
С 16 ноября 1917 года по 20 января 1920 года во втором правительстве Клемансо был министром народного просвещения и искусств.
Он потерпел поражение на парламентских выборах 16 ноября 1919 года. Но сразу же принял участие в выборах в Сенат от 11 января 1920 года и был избран сенатором от департамента Эро, получил 470 из 844 голосов.
Жан-Батист Бидеган говорил о Лаффере: «нет в нём ни сильного духа, ни красноречия, ни мужества. Это одна из тех личностей, которые не выразительны, но одновременно, он один из тех, кто занимают относительно высокое положение.»
Проиграв на выборах в Сенат 6 января 1924 года, Луи Лаффер ушёл из политической жизни.

### Член Великого востока Франции
Масонское посвящение Луи Лаффер прошёл в 1889 году, был досточтимым мастером одной из лож, в течение 11 лет, с 1898 по 1909 годы, был членом Совета ордена ВВФ. Он был заместителем великого мастера ВВФ в 1902 году и членом Великой коллегии ритуалов с 1907 года. Луи Лаффер дважды был великим мастером Великого востока Франции, с 1903 по 1905 год, а затем с 1907 по 1909 год. Его считали учеником Фредерика Десмона, что и явилось одной из причин для обвинения его, как великого мастера ВВФ в том, что Лаффер привнёс радикальные тенденции в послушание. По мнению Даниэля Лигу привнесённое Лаффером было совершенно чуждым масонской традиции.

### Смерть
Луи Лаффер умер в Париже в 1929 году.